# Tiruvaiyaru (Taluk)
Der Taluk Tiruvaiyaru (Tamil: திருவையாறு வட்டம்; auch Thiruvaiyaru) ist ein Taluk (Subdistrikt) des Distrikts Thanjavur im indischen Bundesstaat Tamil Nadu. Hauptort ist die namensgebende Stadt Tiruvaiyaru. Der Taluk Tiruvaiyaru hat rund 190.000 Einwohner.

## Geografie

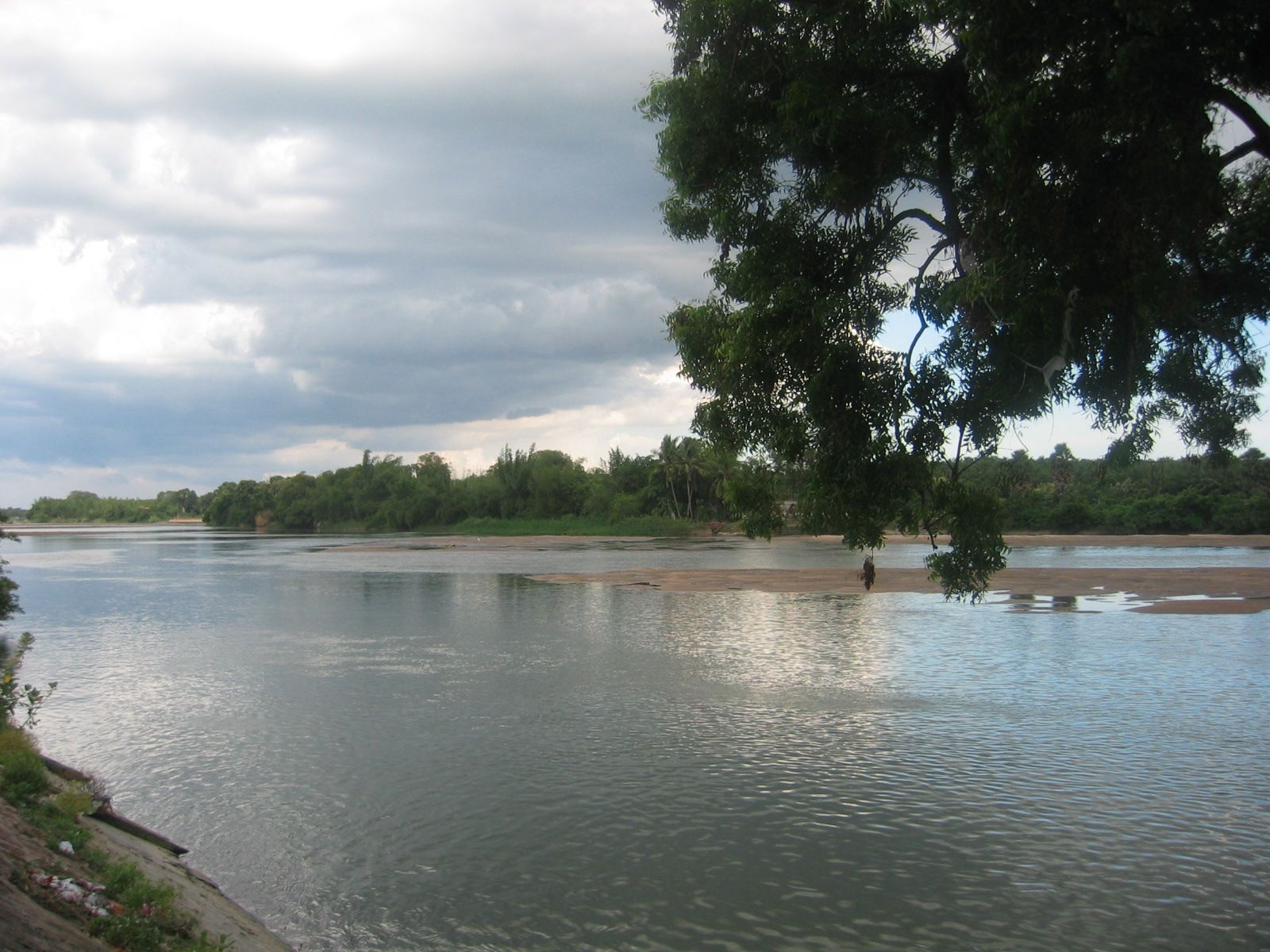
Der Kaveri-Fluss bei Tiruvaiyaru

Der Taluk Tiruvaiyaru liegt im Kaveri-Delta im Westen des Distrikts Thanjavur. Der westlichste Punkt des Taluks befindet sich am Grand-Anicut-Damm, wo sich der Kaveri-Fluss in mehrere Mündungsarme teilt. Das Gebiet des Taluks ist in West-Ost-Richtung langgestreckt und erstreckt sich zwischen dem nördlichsten Mündungsarm Kollidam im Norden und dem Vennar im Süden. Dazwischen fließen der Kaveri-Hauptarm und der Kudamurutti.
Der Taluk Tiruvaiyaru grenzt im Osten an den Taluk Papanasam, im Süden an den Taluk Thanjavur (beide Distrikt Thanjavur), im Südwesten an den Taluk Tiruverumbur, im Westen an den Taluk Srirangam, im Nordwesten an den Taluk Lalgudi (alle Distrikt Tiruchirappalli) und im Norden an den Taluk Ariyalur (Distrikt Ariyalur).

## Bevölkerung
Nach der Volkszählung 2011 hat der Taluk Tiruvaiyaru 185.803 Einwohner. 79 Prozent der Bevölkerung lebt in ländlichen Gebieten und 21 Prozent in Städten. 81 Prozent der Einwohner des Taluks Tiruvaiyaru sind Hindus, 12 Prozent sind Christen und 7 Prozent Muslime. Die Hauptsprache ist, wie in ganz Tamil Nadu, das Tamil, das nach der Volkszählung 2001 von 99 Prozent der Bevölkerung als Muttersprache gesprochen wird.

## Städte und Dörfer
Zum Taluk Tiruvaiyaru gehören die folgenden Orte (in Klammern die Einwohnerzahlen nach der Volkszählung 2011):
Städte:
- Melathiruppanthuruthi (9.074)
- Tirukkattupalli (12.972)
- Tiruvaiyaru (16.164)

Dörfer:
| - Achanur (1.629) - Adanjur (625) - Agarapettai (1.700) - Alamelupuram (2.519) - Allur (2.219) - Ambathumelagaram (1.722) - Ammayagaram (1.110) - Arcadu (777) - Avikkarai (1.162) - Budarayanallur (1.043) - Deekshasamudram (1.819) - Eswarankoilpathu (2.018) - Kaduveli (2.077) - Kalayanapuram (3.388) - Kalayanapuram I Sethi (7.135) - Kalumangalam (1.038) - Kalyanapuram (2.864) - Kandamangalam (2.768) - Kandiyur (4.780) - Karkudi (2.750) | - Karuppur (2.000) - Karur (162) - Katchamangalam (1.564) - Keelathirupanthuruthi (3.564) - Konerirajapuram (2.808) - Koothur (1.353) - Koviladi (3.700) - Kulimathur (1.048) - Mahadevapuram (327) - Maharajapuram (2.145) - Maikkelpatti (2.201) - Manakkarambai (3.961) - Mannarsamudram (1.795) - Marur (1.368) - Megalathur (1.059) - Melapunavasal (1.510) - Nadukkavery (5.240) - Nagathi (2.348) - Nathamangalam (379) - Nemam (1.735) | - Okkakudi (1.730) - Onbathuveli (738) - Orathur (1.512) - Padirakudi (1.534) - Palamaneri (2.345) - Pavanamangalam (1.232) - Peramur (2.065) - Perumpuliyur (2.238) - Punavasal (1.962) - Rajagiri (2.247) - Rajandram (3.413) - Ranganathapuram (572) - Rayampettai (2.947) - Sathanur (961) - Semmangudi (735) - Swayambachanallur (666) - Thennancheri (0) - Thenperambur (1.784) - Thogur (2.312) - Thulajendra Maharajapuram (0) | - Tiruchinampoondi (2.147) - Tiruchotruthurai (2.373) - Tiruppayanam (2.345) - Tiruvalampozhil (1.747) - Unjini (176) - Uppukachipettai (1.580) - Vadugakudi (696) - Vaidyanathanpettai (2.358) - Valappakudi (2.420) - Vanarangudi (1.645) - Varagur (2.833) - Vellamperambur (1.835) - Venkatesamudram (1.171) - Vilangudi (2.877) - Vinnamangalam (937) - Vishnampettai (2.655) - Vitalapuram (1.395) |

## Sehenswürdigkeiten

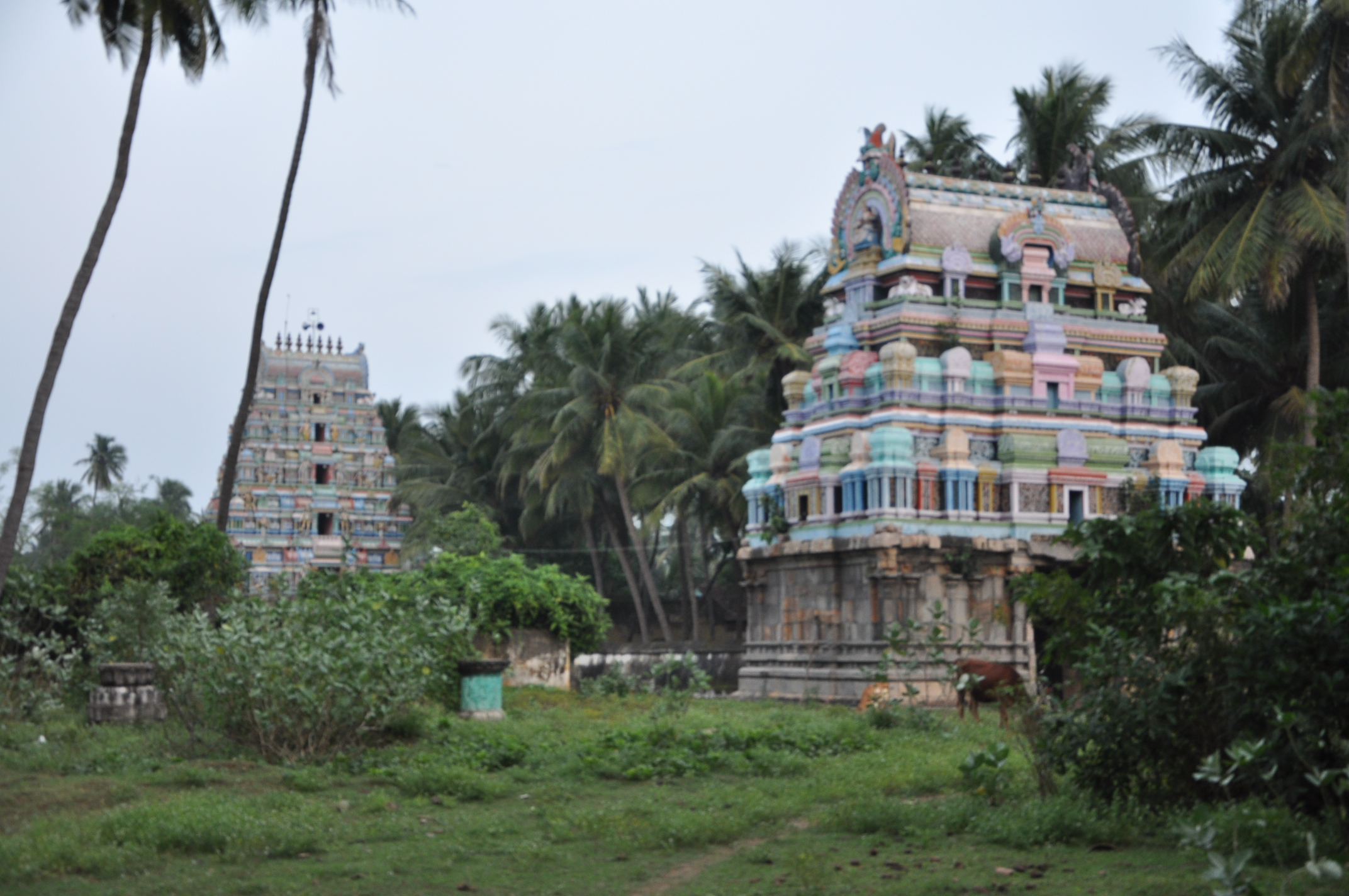
Der Tempel von Tiruppayanam

Das Kaveri-Delta, zu dem der Taluk Tiruvaiyaru gehört, ist eine kulturgeschichtlich reiche Region mit einer hohen Dichte an bedeutenden Hindutempeln. Im Gebiet des Taluks befinden sich zehn der 274 heiligen Orte des tamilischen Shivaismus (Padal Petra Sthalams). Dies sind die Shiva-Tempel von Tiruppayanam, Tiruvaiyaru, Thillaisthanam, Perumpuliyur, Tirukkanur, Tirukkattupalli, Tiruvalampozhil, Melathiruppanthuruthi, Kandiyur und Tiruchotruthurai. Mit den Vishnu-Tempeln von Koviladi und Kandiyur liegen auch zwei der 108 Heiligtümer des tamilischen Vishnuismus (Divya Desams) im Taluk Tiruvaiyaru. In Poondi befindet sich zudem mit der Basilika Unserer Lieben Frau von Lourdes eine wichtige katholische Pilgerstätte.